# Baumkirchen
Baumkirchen este un oraș în Austria.